# Margarita Vojska
Margarita Vojska, bolgarska šahovska velemojstrica, * 1963, Bolgarija.